# Tantangan
Tantangan est une localité de la province de Cotabato du Sud, aux Philippines. En 2015, elle compte 43 245 habitants.